# Sepiabulbyl
Sepiabulbyl (Iole charlottae) är en fågel i familjen bulbyler inom ordningen tättingar.

## Utseende och läte
Sepiabulbyl är en färglöst brun bulbyl med lång näbb och ljusa ögon. Unikt för arten är också den ofläckade undersidan med gulaktig anstrykning och den rent vita strupen. Bland lätena hörs något hesa "jeet!", nasala "jee-wit!" och upprepade serier med "wee-jy-jy-jy!".

## Utbredning och systematik
Arten förekommer enbart på Borneo. Systematiken kring arten är komplicerad. Tidigare behandlades den och ockragumpad bulbyl (I. crypta, tidigare olivacea) som en och samma art. Vissa gör det fortfarande, men kategoriserar då crypta under charlottae, som har prioritet. Populationen i Sabah är genetiskt och lätesmässigt distinkt och utgör troligen ett obeskrivet taxon.

## Levnadssätt
Sepiabulbyl bebor låglänta skogsområden och skogsbryn. Den verkar kunna anpassa sig även till skogar påverkade av människan. Fågeln är inte lika social som många andra bulbyler och ses vanligen röra sig genom trädens övre skikt enstaka eller i par.

## Status
Arten tros minska relativt kraftigt i antal till följd av skogsavverkningar, så pass att internationella naturvårdsunionen IUCN kategoriserar den som nära hotad.

## Namn
Vem artens vetenskapliga namn hedrar är oklart. Otto Finsch ger inga detaljer i sin beskrivning av arten från 1867. Möjligen kan det röra sig om prinsessan Charlotte av Preussen (1860-1919), Fredrik III av Tysklands äldsta dotter.